# 1. ŽNL Bjelovarsko-bilogorska 1999./2000.
1. ŽNL Bjelovarsko-bilogorska u sezoni 1999./2000. je predstavljala ligu prvog stupnja županijske lige u Bjelovarsko-bilogorskoj županiji, te ligu četvrtog stupnja hrvatskog nogometnog prvenstva. 
 
Sudjelovalo je 14 klubova, a ligu je osvojio "Omladinac" iz Ćurlovca. 

## Ljestvica
| mj. | klub                        | ut. | pob. | ner. | por. | gol+ | gol- | bod |
| --- | --------------------------- | --- | ---- | ---- | ---- | ---- | ---- | --- |
| 1.  | Omladinac Ćurlovac          | 26  | 21   | 1    | 4    | 55   | 27   | 64  |
| 2.  | Ivanska                     | 26  | 19   | 2    | 5    | 71   | 21   | 59  |
| 3.  | Rovišće                     | 26  | 15   | 3    | 8    | 52   | 35   | 48  |
| 4.  | Bilogorac Veliko Trojstvo   | 26  | 13   | 5    | 8    | 56   | 44   | 44  |
| 5.  | BŠK Brezovac                | 26  | 13   | 2    | 11   | 43   | 50   | 41  |
| 6.  | Lasta Gudovac               | 26  | 13   | 0    | 13   | 66   | 64   | 39  |
| 7.  | Hajduk Hercegovac           | 26  | 11   | 2    | 13   | 56   | 50   | 35  |
| 8.  | Dinamo Predavac             | 26  | 10   | 5    | 11   | 53   | 48   | 35  |
| 9.  | Zdenka (Veliki Zdenci)      | 26  | 10   | 3    | 13   | 57   | 49   | 33  |
| 10. | Daruvar                     | 26  | 9    | 4    | 13   | 54   | 57   | 31  |
| 11. | Trnski Nova Rača            | 26  | 8    | 3    | 15   | 38   | 64   | 27  |
| 12. | Bilogora Kapela             | 26  | 8    | 2    | 15   | 33   | 57   | 24  |
| 13. | Zrinski (Zrinski Topolovac) | 26  | 6    | 5    | 14   | 30   | 62   | 23  |
| 14. | Kamen Sirač                 | 26  | 7    | 2    | 17   | 34   | 70   | 23  |

## Rezultatska križaljka
| kratica | klub                        | BILA | BILAC | BŠK | DAR | DIN | HAJ | IVA | KAM | LAS | OML | ROV | TRN | ZDE | ZRI |
| --- | --------------------------- | ---- | ----- | --- | --- | --- | --- | --- | --- | --- | --- | --- | --- | --- | --- |
| BILA | Bilogora Kapela             |      |       |     |     |     |     |     |     |     |     |     |     |     |     |
| BILAC | Bilogorac Veliko Trojstvo   |      |       |     |     |     |     |     |     |     |     |     |     |     |     |
| BŠK | BŠK Brezovac                |      |       |     |     |     |     |     |     |     |     |     |     |     |     |
| DAR | Daruvar                     |      |       |     |     |     |     |     |     |     |     |     |     |     |     |
| DIN | Dinamo Predavac             |      |       |     |     |     |     |     |     |     |     |     |     |     |     |
| HAJ | Hajduk Hercegovac           |      |       |     |     |     |     |     |     |     |     |     |     |     |     |
| IVA | Ivanska                     |      |       |     |     |     |     |     |     |     |     |     |     |     |     |
| KAM | Kamen Sirač                 |      |       |     |     |     |     |     |     |     |     |     |     |     |     |
| LAS | Lasta Gudovac               |      |       |     |     |     |     |     |     |     |     |     |     |     |     |
| OML | Omladinac Ćurlovac          |      |       |     |     |     |     |     |     |     |     |     |     |     |     |
| ROV | Rovišće                     |      |       |     |     |     |     |     |     |     |     |     |     |     |     |
| TRN | Trnski Nova Rača            |      |       |     |     |     |     |     |     |     |     |     |     |     |     |
| ZDE | Zdenka (Veliki Zdenci)      |      |       |     |     |     |     |     |     |     |     |     |     |     |     |
| ZRI | Zrinski (Zrinski Topolovac) |      |       |     |     |     |     |     |     |     |     |     |     |     |     |
| |                             |      |       |     |     |     |     |     |     |     |     |     |     |     |     |
| podebljan rezultat - utakmice od 1. do 13. kola (1. utakmica između klubova) rezultat normalne debljine - utakmice od 14. do 26. kola (2. utakmica između klubova) rezultat nakošen - nije vidljiv redoslijed odigravanja međusobnih utakmica iz dostupnih izvora rezultat smanjen * - iz dostupnih izvora nije uočljiv domaćin susreta prekrižen rezultat - poništena ili brisana utakmica p - utakmica prekinuta 3:0 p.f. / 0:3 p.f. - rezultat 3:0 bez borbe n.i. - nije igrano |                             |      |       |     |     |     |     |     |     |     |     |     |     |     |     |

 Izvori: 

## Vanjske poveznice
- nsbbz.hr, Nogometni savez Bjelovarsko-bilogorske županije